# Atlantisch orkaanseizoen 1985
Het Atlantisch orkaanseizoen 1985 duurde van 1 juni 1985 tot 30 november 1985. Het seizoen 1985 was een normaal seizoen wat betreft de activiteit. Het seizoen telde elf tropische stormen, die allemaal een naam kregen. Van deze elf promoveerden er zeven tot orkaan. Drie hiervan wiesen aan tot majeure orkanen, dat wil zeggen van categorie 3 of meer. Opvallend was het grote aantal landingen van tropische cyclonen in de Verenigde Staten; Bob, Danny, Elena, Gloria, Henri, Isabel, Juan en Kate, zes orkanen en twee tropische stormen. Dat was sinds het seizoen 1916 niet meer voorgekomen.
De Amerikaanse kust aan de Golf van Mexico werd getroffen door vier orkanen, iets dat sinds 1886 niet meer was voorgekomen. Gloria was de sterkste orkaan van het seizoen met windsnelheden tot 231 km/uur en een minimale druk 919 mbar. Kate is een van de slechts vijf majeure orkanen die zijn ontstaan in de maand november. Ook is het de recordhouder voor laatst in het seizoen ontstaande majeure orkaan. In totaal vielen er 37 slachtoffers en liep de totale schade op tot $4,5 miljard ($8 miljard na correctie voor inflatie naar 2005).

## Cyclonen

### Tropische storm Ana
Op 8 juli ontstond op grote hoogte een lagedrukgebied uit een insnoersel van een trog nabij 30°NB, 45°WL. Dit lagedrukgebied ging gepaard met onweersbuien en trok zuidwestwaarts. Een rug van hoge druk (aan het aardoppervlak) bevond zich in oost-westrichting rond de 35ste parallel noorderbreedte. Toen deze rug van hoge druk op begon te verzwakken ten zuidoosten van Bermuda, kon het lagedrukgebied op grote hoogte zich naar beneden uitbreiden en zo ontstond op 15 juli tropische depressie 1 ten zuidzuidoosten van Bermuda. Vanuit het westen naderde een front, dat tropische depressie 1 op een noordwestelijke koers zette, terwijl het lagedrukgebied op grote hoogte doorliep naar het zuidwesten. Dit was gunstig en tropische depressie 1 promoveerde op 16 juli tot tropische storm Ana ten zuidwesten van Bermuda. Op 17 juli draaide Ana bij naar net noorden en noordnoordoosten, nog steeds aangetrokken door de frontale trog. Op 19 juli bereikte Ana haar hoogtepunt met windsnelheden van 110 km/uur en een minimale druk van 996 mbar, vlak voordat Ana haar tropische kenmerken verloor, toen zij op het front botste. De extratropische Ana landde later op 19 juli op de kust van Newfoundland, maar was toen door het samen gaan met het front en kouder water reeds tot onder windkracht 8 verzwakt.

### Orkaan Bob
Op 20 juli trokken de resten van een tropische onweersstoring de oostelijke Golf van Mexico binnen en de volgende dag ontstond hieruit tropische depressie 2 ten westen van Florida. Tropische depressie 2 dreef langzaam oostwaarts en promoveerde op 22 juli tot tropische storm Bob. Bob landde op 23 juli op de zuidwestkust van Florida tussen Fort Meyers en Naples met windsnelheden tot 75 km/uur en een minimale druk van 1004 mbar. Bob stak het schiereiland Florida over en draaide boven de Oceaan scherp naar het noorden. Bob won aan kracht en promoveerde tot orkaan op 24 juli op 100 km ten oosten van Jacksonville in Florida. Bob landde op 25 juli opnieuw nabij Beaufort in South Carolina als zwakke orkaan met windsnelheden tot 120 km/uur en een minimale druk van 1002 mbar. Boven land verzwakte Bob tot tropische storm, die over North Carolina en Virginia trok.
Boven Virginia degradeerde Bob tot tropische depressie, die de volgende dag op 26 juli werden opgenomen door een frontale trog boven West Virginia. Bobs luchtdruk kwam nooit lager dan 1002 mbar, hetgeen erg hoog is voor een (zij het zwakke) orkaan. De orkaankracht was dan ook te danken aan de drukgradiënt, die werd opgebouwd door een sterke rug van hoge druk aan Bobs oostflank. Bob liet in Florida veel regen achter tot plaatselijk 540 mm in het zuiden van Florida. Aan de Amerikaanse oostkust bleven de pluviometers steken bij 150 mm tot 200 mm. In North Carolina kwam een man om bij de storm. Tropische depressie Bob blies verder de hoofdtent van de nationale Jamboree op van de Amerikaanse scouting in Fort A.P. Hill in Virginia. Vele padvinders raakten lichtgewond en vele tenten werden door Bob omvergeblazen, waarna het Amerikaanse leger droge dekens ter beschikking stelde.

### Orkaan Claudette
Op 7 augustus lag een trog van lage druk op grote hoogte boven de Mississippivallei. De druk aan het aardoppervlak onder de trog was aan de kust van de Golf van Mexico lager dan in de omgeving en in deze bres ontstond een circulatie die zich langzaam naar beneden uitbreidde, terwijl het systeem oostwaarts trok. Op 9 augustus was dit proces zover gevorderd, dat er sprake was van een subtropische depressie voor de kust van Georgia (het systeem had inmiddels de Atlantische Oceaan bereikt). De subtropische depressie trok naar het noordoosten en begon snel tropische kenmerken aan te nemen, terwijl zij langzaam in kracht toenam, zodat op 11 augustus de subtropische depressie promoveerde tot tropische storm Claudette op 215 km ten zuidoosten van Kaap Hatteras in North Carolina. Claudette draaide naar het oosten en passeerde op 215 km ten noorden van Bermuda op 12 augustus.
Op 14 augustus promoveer Claudette tot orkaan op 1170 km ten oosten van Bermuda. De volgende dag bereikte Claudette haar hoogtepunt met windsnelheden tot 140 km/uur en een minimale druk van 980 mbar boven warm zeewater van 26 °C à 27 °C. Daarna draaide Claudette naar het noordoosten en kwam boven koeler water en degradeerde prompt tot tropische storm. Op 16 augustus trok Claudette rakelings langs Corvo, het westelijkst gelegen eiland van de Azoren, maar op dat moment waren haar stormwinden gedaald tot 75 km/uur. Kort daarna verloor zij haar tropische kenmerken en verdween boven de Oceaan halverwege de Azoren en Ierland. Claudette veroorzaakte geen noemenswaarde schade op Bermuda, noch op Corvo.

### Orkaan Danny
Op 30 juli trok een tropische golf van de Afrikaanse kust westwaarts over de Atlantische Oceaan. De golf groeide niet uit tot een tropische onweersstoring, toen hij op 8 augustus de Bovenwindse Eilanden bereikte, ging hij slechts met een enkele bui, een licht krimpend briesje en een lichte daling in de luchtdruk gepaard. Maar dit veranderde toen het systeem de Caraïbische Zee was binnen getrokken. De buienactiviteit nam snel toe, op 10 augustus vormde zich een breed lagedrukgebied met een druk van 1010 mbar en op 12 augustus vond een verkenningsvliegtuig – zij het slecht georganiseerd – tropische depressie 4, net ten westen van het eiland Grand Cayman. Tropische depressie 4 trok noordwestwaarts en landde op 13 augustus op het uiterste westelijke puntje van Cuba en trok daarna de Golf van Mexico binnen. Daar ontwikkelde zij zich razendsnel en binnen 24 tot 30 uur was zij van een tropische depressie aangewassen tot een orkaan; op 14 augustus promoveerde zij tot tropische storm Danny en op 15 augustus tot orkaan Danny.
Danny draaide iets bij naar het noordnoordwesten en bereikte zijn hoogtepunt met windsnelheden tot 140 km/uur en een minimale druk van 987 mbar, vlak voor het moment dat hij op 15 augustus landde op de kust van Louisiana nabij Lake Charles. Op 16 augustus degradeerde Danny tot een tropische storm en twaalf uur later, dezelfde dag tot een tropische depressie, die inmiddels naar het noordoosten en oostnoordoosten was gedraaid en richting de Amerikaanse oostkust koerste. Danny bereikte de oceaan niet; hij werd op 19 augustus boven Virginia ingehaald door een trog van lage druk, behorende tot een koufront, dat Danny in zich opnam. Danny eiste drie mensenlevens en veroorzaakte $100 miljoen schade ($177 miljoen na correctie voor inflatie, 2005). In Louisiana werd het leed voornamelijk veroorzaakt door overstromingen, maar dieper landinwaarts ging Danny vooral gepaard met gevaarlijke windhozen. In Louisiana, Alabama, Mississippi, Tennessee, North Carolina en South Carolina werden in totaal 47 tornado's geteld.

### Orkaan Elena

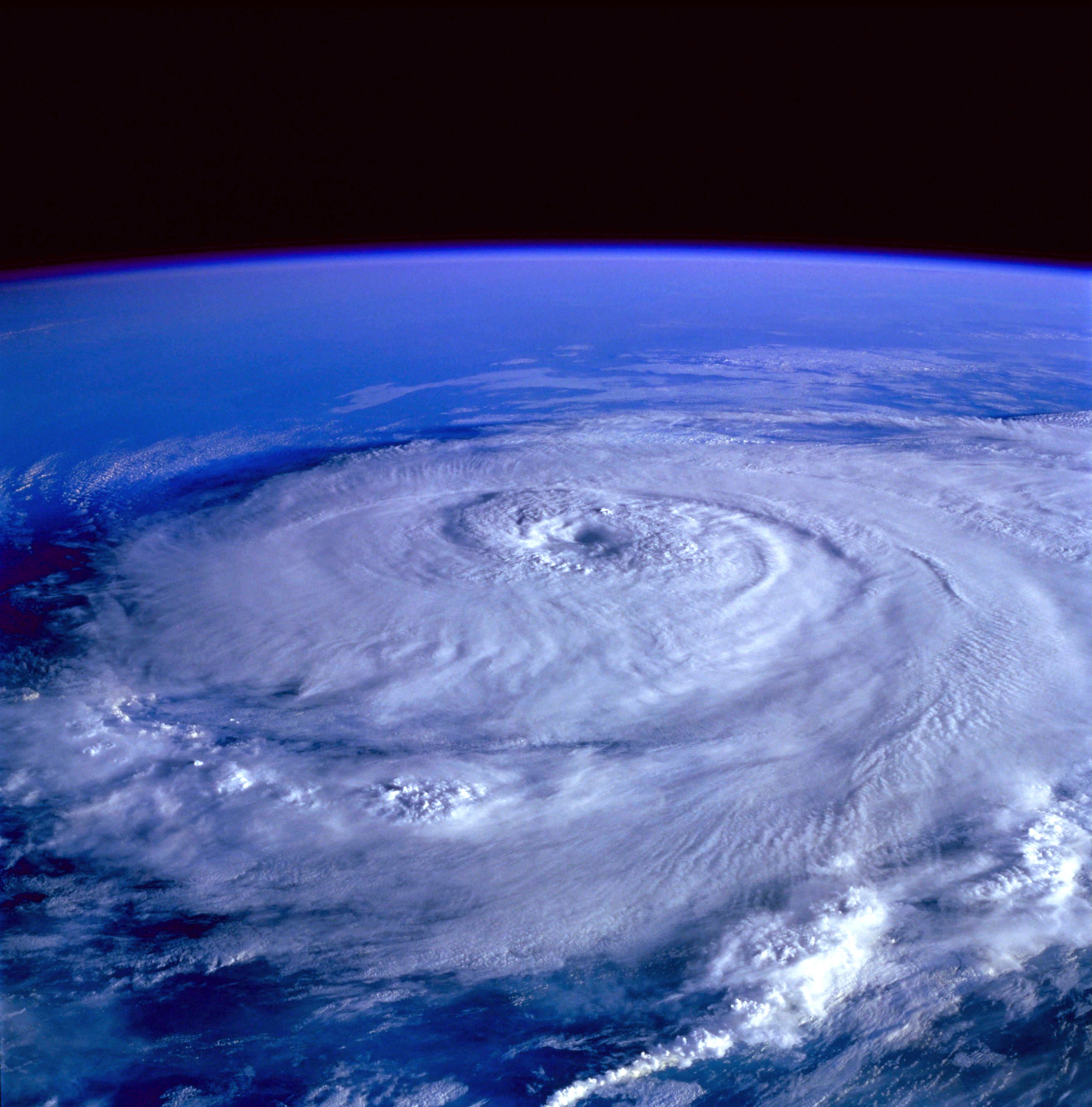
Orkaan Elena, gefotografeerd op 1 september boven de Golf van Mexico met windsnelheden boven de 177 km/uur op de grens van de tweede en derde categorie. De structuur van de orkaan is zeer goed te onderscheiden. Individuele onweerswolken, de spiraalvormige onweersclusters en het oog met de oogrok zijn herkenbaar.

Op 23 augustus vertrok een tropische golf snel westwaarts vanuit de Sahara. Door de snelle voortgang in westelijke richting en de droge luchtmassa's uit de Sahara, die het systeem omgaven, kwam de tropische golf aanvankelijk niet tot ontwikkeling. Dat veranderde in de Windward Passage op 28 augustus, daar ontwikkelde zich tropische depressie 5 uit het systeem. Tropische depressie 5 landde op Cuba en trok in lengte richting dwars over het eiland. Op 29 augustus promoveerde tropische depressie 5 tot tropische storm Elena boven Midden-Cuba. Merkwaardigerwijze had de tropische cycloon 9 mbar verloren, terwijl zij boven land vertoefde. Ten noorden van Havana koerste Elena de Golf van Mexico binnen, waarna zij snel promoveerde tot een orkaan. Een krachtige, opbouwende rug van hoge druk had Elena al die tijd westnoordwestwaarts gestuurd, maar op 30 augustus begon deze rug in te zakken en doemde er een trog van lage druk op met bijbehorend front ten noordwesten van Elena. Hierdoor werd Elena's voortgang in westnoordwestelijke richting afgezwakt.
Later draaide Elena bij naar het oostnoordoosten, aangetrokken door een lagedrukgebied, dat van Pennsylvania snel de Atlantische Oceaan optrok. Daarna bleef Elena stationair liggen boven het uiterste noordoosten van de Golf van Mexico. Doordat nu zich een hogedrukgebied opbouwde boven het oosten van de Verenigde Staten, draaide Elena opnieuw naar het westnoordwesten en nam opnieuw in kracht toe. Zij bereikte haar hoogtepunt op 2 september met windsnelheden van 205 km/uur en een minimale druk van 951 mbar, als een sterke derdecategorieorkaan op zo`n 120 km ten zuiden van Apalachicola, Florida. Daarna nam Elena iets in kracht af, toen zij dezelfde dag landde met windsnelheden tot 185 km/uur en een minimale druk van 959 mbar nabij Biloxi in Mississippi, nog altijd als orkaan van de derde categorie. Elena degradeerde tot tropische storm op 2 september en tot tropische depressie boven Louisiana op 3 september. Elena draaide naar het noorden en noordoosten en koerste nog over Arkansas en Missouri, voor zij op 4 september oploste. Elena eiste vier mensenlevens.
De schade was enorm $1,25 miljard ($2,7 miljard gecorrigeerd naar inflatie, 2005). Vele woningen aan de kust liepen onherstelbare schade op. De oesterteelt van Apalachicola liep ernstige schade op en zou met orkaan Kate enkele maanden later de genadeklap krijgen. Doordat Elena tot tweemaal toe haar koers wijzigde, moesten sommige mensen tweemaal binnen drie dagen evacueren; het bevel tot evacuatie werd eerst herroepen en toen Elena opnieuw westnoordwestwaarts koerste weer uitgegeven.

### Tropische depressie 6
Over de cyclogenese van tropische depressie 6 is niet veel bekend. De enige reden dat zij ons is overgeleverd, ligt in het feit, dat haar overblijfselen een rol speelden bij de cyclogenese van tropische depressie 7, die later tropische storm Fabian werd. Bekend is dat tropische depressie 6 ontstond boven de Caraïbische Zee op ongeveer 500 km ten zuiden van Puerto Rico op 12 september. Tropische depressie 6 trok naar het westnoordwesten. Schering had alle convectie naar het noordoosten geblazen en op 14 september verloor tropische depressie 6 haar circulatie ten zuidoosten van Jamaica. De bijbehorende buien strekten zich uit vanaf Hispaniola en Puerto Rico zuidoostwaarts over de Bovenwindse Eilanden. Deze convectie bleef echter samenhangend en dreef op 15 september noordwestwaarts de Atlantische Oceaan op.

### Tropische storm Fabian
De overblijvende convectie van tropische depressie 6 trok de Atlantische Oceaan op en botste daar op een stationair front, dat zich in oost-westelijke richting uitstrekte langs de 25e breedtegraad. Hieruit ontstond op 15 september een lagedrukgebied, dat een paar uur later promoveerde tot tropische depressie 7, ten oosten van de Bahama's, nabij 23,6° NB 70,8°WL. Tropische depressie 7 trok naar het noordoosten, gestuurd door een front met een trog van lage druk ten noordwesten van tropische depressie 7. Tropische depressie 7 promoveerde op 16 september tot tropische storm Fabian, hoewel dat pas de volgende dag door de meteorologen werd erkend. Op 17 september bereikte Fabian zijn hoogtepunt met windsnelheden tot 102 km/uur en een minimale druk van 992 mbar. Op dat moment ontwikkelde zich een nieuwe stormdepressie langs het bovengenoemde front op ongeveer 1380 km ten noordoosten van Fabian. Dit lagedrukgebied begon Fabian steeds meer te domineren en op 19 september ging Fabians identiteit verloren, toen zijn circulatie niet meer was te onderscheiden van die van het niet-tropische lagedrukgebied.

### Orkaan Gloria

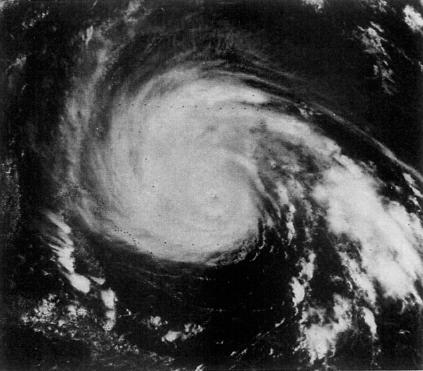
Gloria, een krachtige orkaan van het Kaapverdische type, op 25 september op haar hoogtepunt ten oosten van de Bahama's

Op 15 september trok een tropische onweersstoring van de Afrikaanse kust westwaarts en de volgende dag ontstond hieruit een tropische depressie nabij Kaapverdië. Op 17 september promoveerde de tropische depressie tot tropische storm Gloria en daarmee was Gloria een tropische cycloon van het Kaapverdische type. Gloria trok verder westwaarts en op 22 september promoveerde zij tot orkaan. Tot dan toe had Gloria een westelijke koers gevolgd, geleid door het krachtige hogedrukgebied aan haar noordflank. Maar in het westen hadden Fabian en Henri de rug van hoge druk verzwakt en zodoende draaide Gloria, voordat zij de Bovenwindse Eilanden had bereikt, af naar het noordwesten. Gloria passeerde ten noorden van de Bovenwindse Eilanden, ten noordoosten van Puerto Rico en de Bahama's en begon in kracht toe te nemen. Op 25 september bereikte zij haar hoogtepunt als orkaan van de vierde categorie met windsnelheden tot 231 km/uur en een minimale druk van 919 mbar ten oosten van de Bahama's. Voor de vierde categorie is het een zeer lage luchtdruk, tien jaar later zou orkaan Opal een nog lagere druk bereiken als orkaan van de vierde categorie, zonder de vijfde categorie te bereiken.
Het stormveld van Gloria was echter asymmetrisch en na haar hoogtepunt begon zij te verzwakken tot de eerste categorie. Zij draaide nog steeds om een rug van hoge druk heen en op 26 september draaide zij naar het noorden. Toen zij daarbij boven de warme golfstroom geraakte, kon zij opnieuw aan kracht winnen. Zij bereikte de tweede categorie en landde op 27 september op Kaap Hatteras, North Carolina met windsnelheden tot 167 km/uur en een minimale druk van 942 mbar. Gloria draaide naar het noordnoordoosten en kwam weer boven zee, maar liep net onder de kust naar het noorden. Gloria landde later die dag opnieuw op Long Island in New York met windsnelheden tot 140 km/uur en een minimale druk van 961 mbar. Daarna trok Gloria verder naar het noordnoordoosten, landde nogmaals in Milford in Connecticut en verloor op 28 september haar tropische kenmerken boven Maine. De extratropische Gloria draaide naar het noordoosten en oosten en verliet op 29 september het Amerikaanse continent nabij Newfoundland. Weer boven zee nam de extratropische Gloria aan kracht toe en koerste snel richting Europa.
In West-Europa was Gloria verantwoordelijk voor zeer uitzonderlijk weer. Vier oktober 1985 werd zo in Bazel de warmste oktoberdag in de twintigste eeuw. Gloria eiste acht mensenlevens en veroorzaakte $900 miljoen schade ($1,6 miljard na inflatiecorrectie naar 2005). Omdat Gloria langs de kust trok, hadden de getroffen gebieden vooral te maken met de zwakkere westflank van de orkaan. Daar viel de schade ook mee en bestond zij vooral uit overstromingen en kusterosie. Dat veranderde toen Gloria Long Island bereikte; in New York kwamen 648.000 mensen zonder stroom te zitten en werden huizen, pieren en dokken beschadigd. In New England was de schade groter en vielen ook de meeste slachtoffers. Vele bomen werden in het gebied ontworteld en ook de stroomuitval was opmerkelijk. In Connecticut alleen zaten 669.000 mensen zonder stroom. In New England vielen zeven slachtoffers te betreuren, de meeste werden getroffen door omvallende bomen.

### Tropische storm Henri
Op 18 september vormde zich een lagedrukgebied ten noorden van Hispaniola in de frontale trog van lage druk, die ten noordwesten en westen van Fabian was gelegen. Op 21 september promoveerde het lagedrukgebied tot een tropische depressie ten noordoosten van de Bahama's. De tropische depressie trok noordwaarts en promoveerde op 23 september tot tropische storm Henri en bereikte die dag zijn hoogtepunt met windsnelheden tot 93 km/uur en een minimale druk van 996 mbar. Daarna kreeg Henri te kampen met schering, waartegen hij het moest afleggen. Op 24 september landde hij nog als minimale tropische storm op Long Island, New York en enkele uren later op 25 september opnieuw nabij de grens tussen Connecticut en Rhode Island als tropische depressie. Dezelfde dag, 25 september werd Henri opgenomen door een frontale zone boven New England.

### Tropische storm Isabel
Op 29 september trok een tropische golf van de Afrikaanse kust westwaarts, die op 5 oktober de Caraïbische Zee bereikte. De tropische golf trok verder westwaarts, door de Caraïbische Zee en over Midden-Amerika de Grote Oceaan in, terwijl een trog van lage druk op grote hoogte ten westen van de tropische golf de buienactiviteit verhevigde. Echter in het noordelijk deel van de tropische onweersstoring kwam een depressie tot ontwikkeling, die op 7 oktober ten zuidoosten van Hispaniola promoveerde tot tropische depressie. De tropische depressie trok noordwestwaarts over Hispaniola en later noordwaarts aan de westflank van een hogedrukgebied boven de Atlantische Oceaan. Boven Hispaniola promoveerde de tropische depressie tot tropische storm Isabel op 7 oktober. Ten noorden van Hispaniola begon Isabel aan kracht toe te nemen en bereikte op 8 oktober haar hoogtepunt ten noordoosten van de Bahama's met windsnelheden tot 110 km/uur en een minimale druk van 996 mbar net onder orkaankracht.
Op haar noordwestflank verscheen nu een trog van lage druk behorende tot een koufront, dat een zware zuidwestelijke schering teweegbracht over Isabel. Daardoor verzwakte zij en de rug van hoge druk achter het front stuurde Isabel in een westnoordwestelijke richting naar de Amerikaanse kust. Isabel landde op 9 oktober in het uiterste noordoosten van Florida als een marginale tropische storm.
Eigenlijk degradeerde zij bij landing tot tropische depressie. Tropische depressie Isabel dreef nog 48 uur lang langzaam noordwaarts over Georgia en South Carolina, voordat zij terug over de oceaan naar het noordoosten koerste, waar zij op 15 oktober werd opgenomen door een frontale zone. De tropische onweersstoring, waaruit Isabel voortkwam eiste ten minste 180 mensenlevens op Puerto Rico, voornamelijk ten gevolge van overstromingen, modderstromen en aardverschuivingen, die het gevolg waren van de meer dan 800 mm regen, die de tropische onweersstoring achterliet. Ook de meeste schade werd aangericht in het stadium, dat Isabel nog geen tropische cycloon was. Isabel veroorzaakte een schade van $459 miljoen ($815 miljoen gecorrigeerd naar inflatie 2005), voornamelijk in het stadium van tropische onweersstoring op Puerto Rico. Toen Isabel een tropische cycloon was viel de schade in de door haar getroffen gebieden (Hispaniola, het zuidoosten van de Verenigde Staten) paradoxaal genoeg mee.

### Orkaan Juan

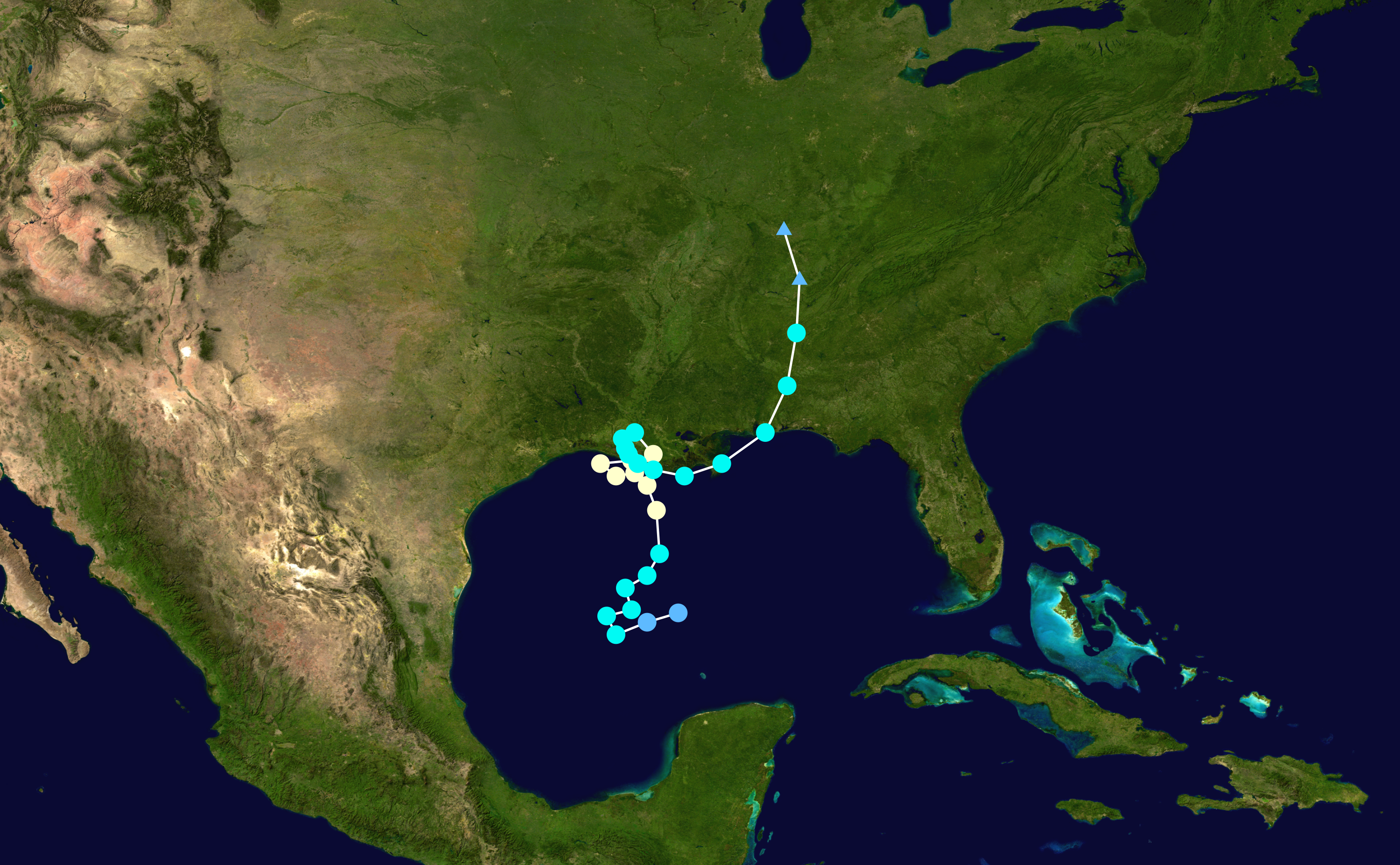
Het grillige parcours van orkaan Juan. Verklaring: Turkoois: tropische depressie, groen: tropische storm, wit: orkaan, eerste categorie, grijs: extratropische depressie

Een lagedrukgebied op grote hoogte boven Texas, dat naar het zuidoosten trok en een tropische golf, die vanuit het oosten de Golf van Mexico binnentrok, zorgden samen op 24 oktober voor de vorming van een brede trog van lage druk boven het midden van de Golf van Mexico. In deze trog namen de onweersbuien en diepe convectie snel toe en op 25 oktober ontwikkelde zich een tropische depressie boven het midden van de Golf van Mexico. Boven het oosten van de Verenigde Staten lag een hogedrukgebied, waardoor er reeds voor de cyclogenesis een groot drukverval aanwezig was, die een sterke zuidoosten wind boven het gebied veroorzaakte. Aanvankelijk trok de tropische depressie westzuidwestwaarts en promoveerde de volgende dag, op 26 oktober tot tropische storm Juan. Juan zou echter een zeer grillig parcours volgen, die deed herinneren aan dat van orkaan Easy in 1950.
Ook had Juan enige subtropische kenmerken, met bijvoorbeeld een stormveld ver van zijn centrum. Op 27 oktober kon Juan zich beter organiseren en trok naar het noordoosten totdat hij dezelfde dag nog naar het noordnoordwesten wendde en promoveerde tot orkaan. Op 28 oktober draaide Juan een cirkel tegen de wijzers van de klok in voor de kust van Louisiana en bereikte daar zijn hoogtepunt met windsnelheden tot 140 km/uur en een minimale druk van 971 mbar. Enkele uren later, op 29 oktober landde Juan ten slotte nabij Morgan City in Louisiana. Nu begon Juan aan een tweede cirkel tegen de wijzers van de klok in en kwam opnieuw boven de Golf van Mexico terecht, maar was inmiddels op 29 oktober gedegradeerd tot tropische storm. Juan trok langs de noordoostelijke kust van de Golf van Mexico en landde opnieuw op 31 oktober nabij Pensacola in Florida als een stevige tropische storm. Juan verloor zijn kracht boven Florida en Alabama en verloor op 1 november zijn tropische kenmerken. Juan eiste twaalf mensenlevens en veroorzaakte $1,5 miljard schade ($3,2 miljard na inflatiecorrectie naar 2005). In de Golf van Mexico had de olie-industrie zwaar te lijden en daar vielen ook de meeste slachtoffers. Negen mensen, werkzaam op boorplatforms verdronken toen boorplatforms vergingen of zij over boord sloegen.
Door het tegenspel van het ontwikkelende lagedrukgebied, dat Juan zou worden en het hogedrukgebied boven het oosten van de Verenigde Staten, stond er al in een vroeg stadium een dermate stormachtige zuidoostenwind, dat het tijdige evacuatie onmogelijk maakte. Aan land viel de meeste schade in de agrarische sector te betreuren. Ook op het vasteland verdronken mensen in overstromingen, immers Juans grillige verloop deed hem lang rondhangen voor de kust van Louisiana, zodat er in dat gebied zeer veel regen viel. De restanten van Juan brachten later in combinatie met een ander niet-tropisch lagedrukgebied zware regenval boven de Appalachen. De staten West Virginia, Virginia, Maryland en Pennsylvania kregen de meeste regen. Juan was destijds een van de kostbaarste tropischecycloonrampen in de geschiedenis van de Verenigde Staten.

### Orkaan Kate
Gedurende het hele najaar van 1985 had hoge druk op alle niveaus van de atmosfeer het zuidoosten van de Verenigde Staten gedomineerd. Daardoor werd de weg naar de Golf van Mexico voor koude polaire lucht geblokkeerd, zodat de zeewater temperatuur van gemiddeld 27 °C uitzonderlijk warm was en eerder paste bij eind september dan half november, toen Kate zich boven dit water sterk aan kracht won. Op 13 en 14 november begon een tropische golf, die onder een lagedrukgebied op grote hoogte was geschoven, zich ten noordoosten van de Maagdeneilanden te ontwikkelen. Een verkenningsvliegtuig trof de volgende dag een tropische storm aan, die Kate werd genoemd. Toen liep het lagedrukgebied op grote hoogte weg naar het zuidwesten en breidde een groot hogedrukgebied op grote hoogte boven de Straat Florida zich naar het noordoosten en dit was zeer gunstig voor de uitstoot van Kate. Kate reageerde onmiddellijk op deze ontwikkeling en promoveerde op 16 november tot orkaan. Kate trok verder westwaarts en passeerde ten noorden van Hispaniola en trok door de Bahama's.
Op 19 november landde Kate op de Cubaanse noordkust als orkaan ven de tweede categorie. Het oog bleef intact en zeer goed herkenbaar, ondanks dat het zich urenlang boven land bevond. Het oog trok ten oosten van Havana op 20 november de Straat Florida in. Kate draaide naar het noordwesten en nam nu weer in kracht toe (boven Cuba was Kate tot de eerste categorie verzwakt). Boven de Golf van Mexico verloor Kate bijna een millibar per uur, tot zij haar hoogtepunt bereikte, als orkaan van de derde categorie op 20 november met windsnelheden tot 195 km/uur en een minimale druk van 953 mbar. Toen verscheen er ten noordwesten van Kate een trog van lage druk, behorende bij een front, dat schering over Kate uitoefende en haar bovendien naar het noorden en later naar het noordoosten stuurde, weg van de warme golfstroom, over koeler water van 22 °C. Daardoor verzwakte Kate, voordat zij de kust van Florida bereikte, tot de tweede categorie.
Op 21 november landde Kate met windsnelheden tot 157 km/uur en een minimale druk van 967 mbar nabij Mexico Beach, Florida. Kate trok verder over Florida en Georgia en degradeerde op 22 september tot tropische storm boven Georgia. Uren later kwam Kate weer boven Zee voor de kust van South Carolina. Het water was echter te koud en Kate begon haar tropische kenmerken te verliezen, terwijl zij naar het oostzuidoosten draaide. Kate verloor op 23 november haar tropische kenmerken boven de Atlantische Oceaan, halverwege de kust van Noord-Carolina en Bermuda. De volgende dag passeerden de restanten van Kate ten noorden van Bermuda. Kate eiste vijftien mensenlevens en veroorzaakte $700 miljoen schade ($1,24 miljard na correctie voor inflatie, 2005). Op Cuba vielen tien slachtoffers, 300.000 mensen werden geëvacueerd, 4.382 woningen werden vernietigd en 88.207 zwaar beschadigd. De wind en zware regenval hadden de landbouw zwaar getroffen, vooral de suikerrietvelden en de bananenteelt hadden het zwaar te verduren. Meer dan 9300 vierkante kilometer suikerrietvelden werden vernietigd, een oogst van 136 miljoen kilogram suiker was verloren gegaan.
De Cubaanse regering vroeg de internationale gemeenschap om hulp en kreeg die van vele landen van de wereld voor een bedrag van $17 miljoen. In Florida stierven vijf mensen, 600 huizen en een waterkrachtcentrale liepen zware schade op voor een totaal van $300 miljoen. Honderdduizend mensen werden geëvacueerd en Kate gaf – reeds vermeld – na Elena de genadeklap aan de oesterteelt gaf in de Baai van Apalachicola. Orkaan Kate is een van de slechts vijf bekende majeure orkanen in de maand november. Bovendien is het de laatst in het seizoen gevormde majeure orkaan in de geschiedenis.

## Namen
De lijst met namen voor 1985 was dezelfde als die van 1979, met dat verschil, dat Danny en Fabian in de plaats waren gekomen van David en Frederic. De lijst werd opnieuw gebruikt in 1991, met dat verschil dat Elena en Gloria van de lijst werden geschrapt en vervangen werden door Erika en Grace. De namen Danny, Fabian, Isabel, Juan en Kate werden voor het eerst gebruikt.
| - Ana - Bob - Claudette - Danny - Elena - Fabian - Gloria | - Henri - Isabel - Juan - Kate - Larry (niet gebruikt) - Mindy (niet gebruikt) - Nicholas (niet gebruikt) | - Odette (niet gebruikt) - Peter (niet gebruikt) - Rose (niet gebruikt) - Sam (niet gebruikt) - Teresa (niet gebruikt) - Victor (niet gebruikt) - Wanda (niet gebruikt) |